# Mesomys
Mesomys là một chi động vật có vú trong họ Echimyidae, bộ Gặm nhấm. Chi này được Wagner miêu tả năm 1845. Loài điển hình của chi này là Mesomys ecaudatus Wagner, 1845 (= Echimys hispidus Desmarest, 1817).

## Các loài
- Mesomys hispidus (Ferreira's spiny tree-rat)
- Mesomys leniceps (Woolly-headed spiny tree-rat)
- Mesomys occultus (Tufted-tailed spiny tree-rat)
- Mesomys stimulax (Pará spiny tree-rat)